# Synagoge (Biesheim)

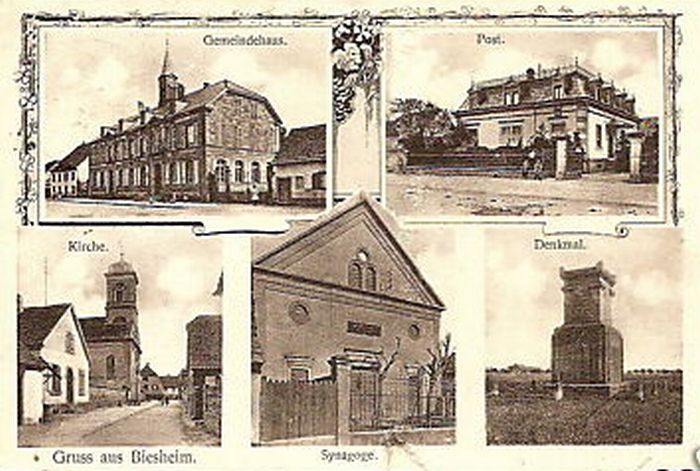
Ansichtskarte von Biesheim mit Synagoge

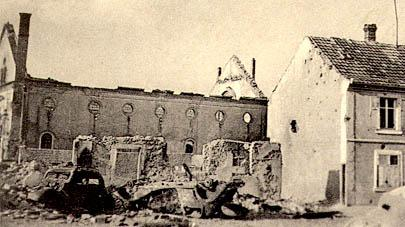
Ruine der Synagoge

Die Synagoge in Biesheim, einer französischen Gemeinde im Département Haut-Rhin in der Region Grand Est, wurde 1867 errichtet. Die Straße Rue de la Synagogue erinnert an die zerstörte Synagoge.
Während der deutschen Besatzung im Zweiten Weltkrieg wurden die Juden deportiert und die Synagoge ab 1940 dann als Lager genutzt. Bei einer Bombardierung des Ortes im Februar 1945 wurde das Synagogengebäude zerstört. Im Jahr 1950 wurde die Ruine abgebrochen.